# Daniel Fagiani
Daniel Fernando Fagiani (Pujato, Santa Fe, Argentina, 22 de enero de 1974) es un exfutbolista argentino. Jugaba de defensor y su primer club fue Newell's Old Boys.

## Trayectoria
Nacido en Pujado, un pueblo de la provincia de Santa Fe a solo 38 km de la ciudad de Rosario. Defendió la camiseta de Newell's Old Boys entre 1993 y 1999 luego de ese tiempo emigra a España para sumarse al Valencia. Allí formó parte de la plantilla finalista de la Champions League y obtiene la Supercopa de ese país venciendo al famoso Barcelona de Figo. En 2000 regresó a la Argentina para formar parte de Boca Juniors, integrando el plantel que obtuvo el Torneo Apertura y la Copa Intercontinental ante el Real Madrid. Regresó brevemente a España para sumarse a Atlético de Madrid pero al poco tiempo volvió a la Argentina para incorporarse a San Lorenzo, donde consiguió la Copa Mercosur. Tras un breve ciclo en Gimnasia La Plata, en 2002 pasó al CD Numancia de Soria, donde permaneció hasta 2004 obteniendo un ascenso a la primera categoría del futbol de ese país. Ese año se sumó al CD Tenerife hasta 2006. En 2007 volvió a la Argentina para formar parte de las filas de Argentino de Rosario, club en el que se retiró de la práctica activa del fútbol.

## Clubes
| Club                    | País      | Año       |
| ----------------------- | --------- | --------- |
| Newell's Old Boys       | Argentina | 1994-1999 |
| Valencia C. F.          | España    | 1999-2000 |
| Boca Juniors            | Argentina | 2000      |
| Atlético de Madrid      | España    | 2001      |
| San Lorenzo             | Argentina | 2001      |
| Gimnasia La Plata       | Argentina | 2002      |
| C. D. Numancia de Soria | España    | 2002-2004 |
| C. D. Tenerife          | España    | 2004-2006 |
| Argentino de Rosario    | Argentina | 2007      |

## Palmarés

### Campeonatos nacionales
| Título              | Equipo       | País      | Año           |
| ------------------- | ------------ | --------- | ------------- |
| Supercopa de España | Valencia     | España    | 1999          |
| Primera División    | Boca Juniors | Argentina | Apertura 2000 |

### Campeonatos internacionales
| Título                | Equipo       | Sede         | Año  |
| --------------------- | ------------ | ------------ | ---- |
| Copa Intercontinental | Boca Juniors | Tokio        | 2000 |
| Copa Mercosur         | San Lorenzo  | Buenos Aires | 2001 |

- Datos: Q5798326